# Обуховский путепровод
Обу́ховский путепрово́д (официального названия не имеет) — путепровод в Санкт-Петербурге через пути Октябрьской железной дороги по улице Грибакиных.
Путепровод, построенный в 1908 году, обеспечивает пересечение автомобильным транспортом по улице Грибакиных железнодорожных путей станции Обухово в разных уровнях. Это самое старое мостовое сооружение в Санкт-Петербурге, ни разу не проходившее реставрацию или капитальный ремонт. До постройки КАД он был единственной автомобильной связью Обухова и Троицкого поля.
При строительстве путепровода применено необычное инженерное решение: со стороны улицы Грибакиных транспорт пересекает железнодорожные пути, ведущие к станции Рыбацкое через железнодорожный переезд, затем подъём на насыпь параллельно железнодорожному полотну, пересечение Московской линии Октябрьской железной дороги по путепроводу и спуск вдоль железнодорожных путей в обратном направлении с железнодорожным переездом через соединительную ветвь Обухово — Шушары.
В документах объект имеет адрес «путепровод через главные пути Санкт-Петербург — Москва у Запорожской ул.». Объект находится на балансе Опытной санкт-петербургской дистанции пути Октябрьской железной дороги.
К путепроводу примыкают Грузовой проезд и 2-й Обуховский проезд.

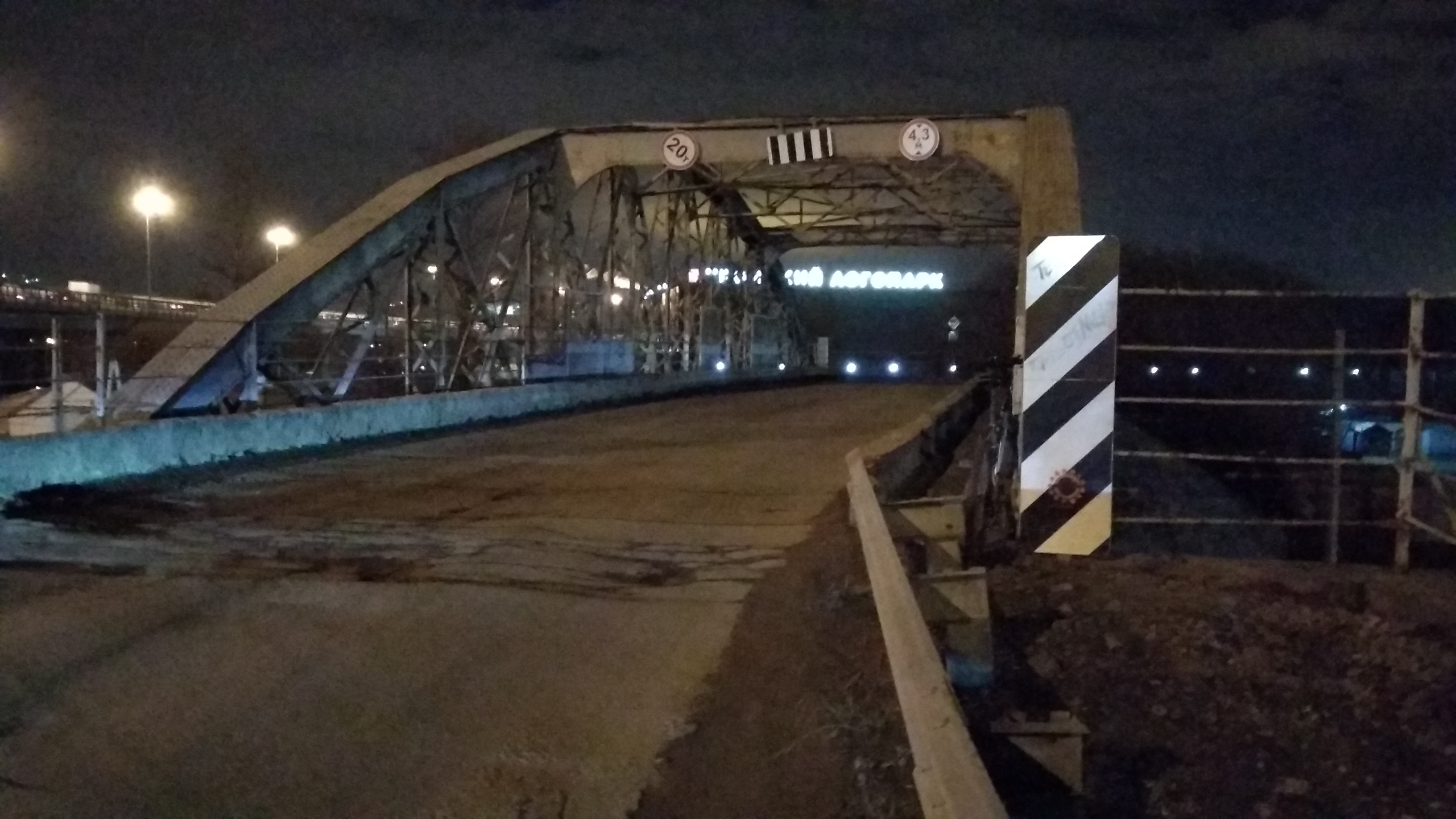
В 2019 году

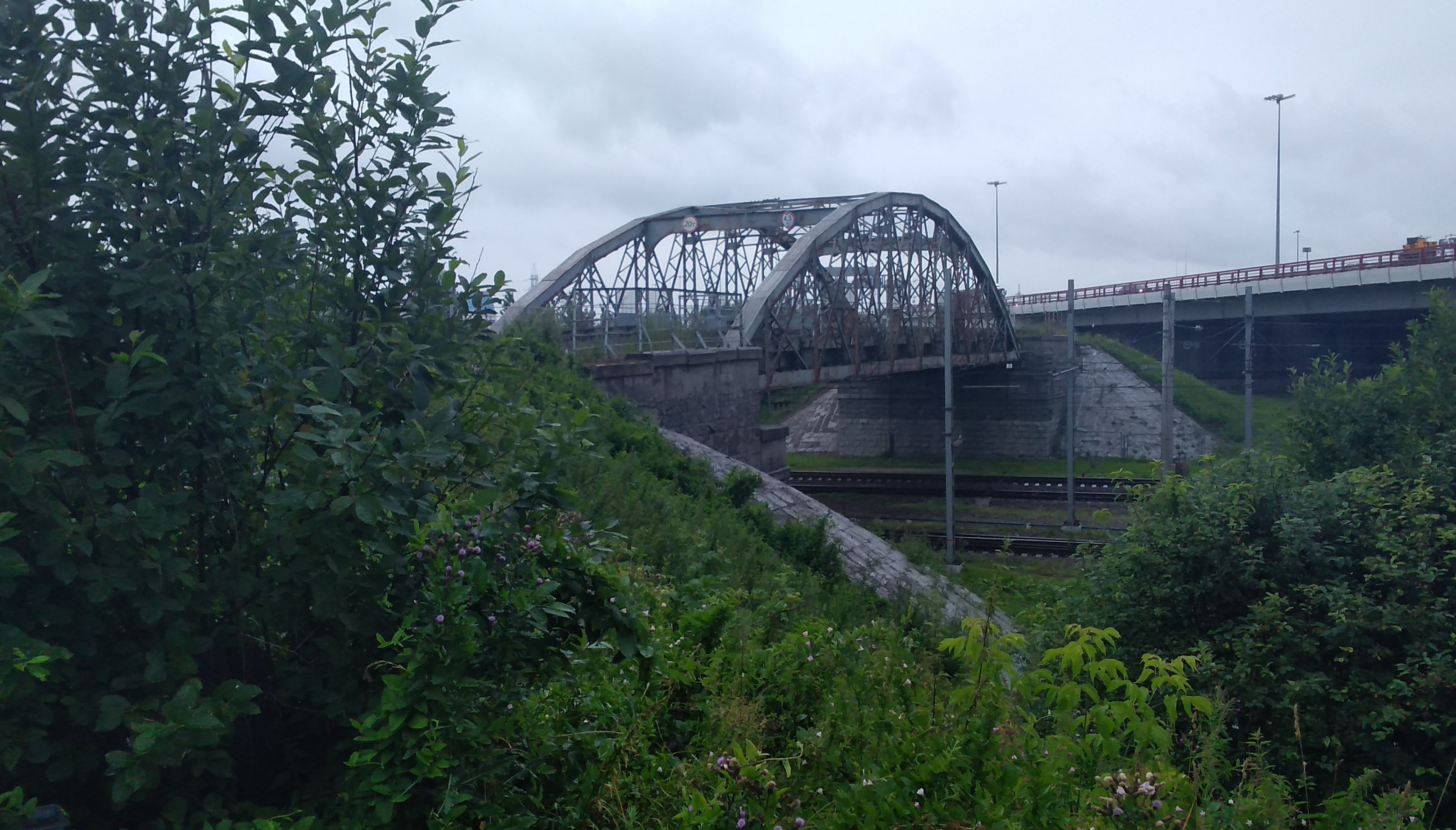
В 2022 году